# 仙女座X
仙女座 Ⅹ是在2005年發現的矮橢球星系，位於仙女座，距離太陽290萬光年遠，是仙女座星系的衛星星系。

## 外部連結
- SEDS webpage for Andromeda X
- Andromeda X: Andromeda's Newest Satellite Galaxy（页面存档备份，存于）